# Lester del Rey

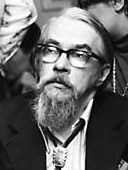
Lester Del Rey (1974)

Lester del Rey (* 2. Juni 1915 in Clydesdale, Minnesota; † 10. Mai 1993 in New York) war ein US-amerikanischer Science-Fiction-Schriftsteller und Herausgeber. Er behauptete stets, sein vollständiger Name laute Ramon Felipe San Juan Mario Silvio Enrico Smith Heathcourt-Brace Sierra y Alvarez del Rey y de los Verdes, sein wirklicher Name ist aber Leonard Knapp.

## Leben
Del Rey wurde 1938 von John W. Campbell entdeckt und gefördert. Er schrieb unter zahlreichen Pseudonymen für fast alle bekannten Pulp-Magazine (als Charles Satterfield, Edson McCann, John Alvarez, Marion Henry, Philip James, Philip St. John, Erik Van Lhin, Kenneth Wright, Wade Kaempfert, Ramon F. Alvarez-del Rey und Cameron Hall). Wenn sich seine Geschichten einmal nicht gut verkauften, pflegte er in einem Schnellrestaurant als Koch zu arbeiten. Nach der Hochzeit mit Helen Schlaz 1945 verlegte er sich komplett aufs Schreiben und war auch als Lektor und Büroleiter für die literarische Agentur von Scott Meredith tätig. Später war er Herausgeber gleich mehrerer Zeitschriften gleichzeitig, wobei er seine verschiedenen Pseudonyme benutzte. 
Er verantwortete 1952 und 1953 den Start von Titeln wie Space SF, Fantasy Fiction, Science Fiction Adventures (als Philip St. John), Rocket Stories (als Wade Kaempfert), und Fantasy Fiction (als Cameron Hall). 1968 wurde er Mitherausgeber des Magazins Galaxy und übernahm in den 1970ern zusammen mit seiner neuen Ehefrau Judy-Lynn del Rey die SF-Redaktion von Ballantine Books. Die beiden waren dort so erfolgreich, dass die SF-Reihe ab 1977 unter dem neuen Imprint „Del Rey Books“ erschien. Das erste Buch des neuen Labels war The Sword of Shannara von Terry Brooks, heute publiziert es neben SF und Fantasy auch Mangas.
Del Rey erhielt 1972 den E. E. Smith Memorial Award for Imaginative Fiction (auch Skylark Award genannt) und 1985 den Balrog Special Award, ein Preis, für den die Zeitschrift Locus bei ihren Lesern eine Umfrage nach dem beliebtesten Fantasy-Autor veranstaltet hatte. 1990 wurde del Rey mit dem Grand Master Award der SFWA geehrt.

## Werke
Jim Stanley-Serie
- Step To the Stars (1954)
  - Deutsch: Der Schritt ins All. Pabel (Utopia Grossband #56), 1958.
- Mission To the Moon (1956)
- Moon of Mutiny (1961)

Einzelromane
- Rocket Jockey (1952)
  - Deutsch: Jagd der Astronauten. AWA (Astron Romane), 1954. Moewig (Terra #240), 1962.
- Marooned on Mars (1951)
  - Deutsch: Im Banne der Marswelt. AWA (Astron Romane), 1955. Moewig (Terra #203), 1961.
- The Wind between the Worlds (1951)
- als Philip St. John: Rocket Jockey (1952)
  - Deutsch: Jagd der Astronauten.  AWA-Verlag, 1954.
- Attack from Atlantis (1953)
- als Kenneth Wright: The Mysterious Planet (1953)
  - Deutsch: Der rätselhafte Planet X. AWA (Astron Romane), 1954. Moewig (Terra #167), 1961.
- als Eric van Lhin: Battle on Mercury (1953)
  - Deutsch: Die Elektriden des Merkur. AWA (Astron-Bücherei), 1957. Moewig (Terra #192), 1961.
- als Philip St. John: Rockets to Nowhere (1954)
- mit Frederik Pohl als Edson McCann: Preferred Risk (1955)
  - Deutsch: Das große Wagnis.  Semrau (Der Weltraumfahrer #5), 1959. Auch als: Der Wohlfahrtskonzern. Moewig (Moewig Science Fiction #3519), ISBN 3-8118-3519-X, 1981.
- Nerves (1956)
  - Deutsch: Atomalarm. Pabel (Utopia Grossband #59), 1957. Nervensache. Bastei Lübbe Science Fiction Bestseller #22032, 1981, ISBN 3-404-22032-3.
- als Eric van Lhin: Police Your Planet (1956)
  - Deutsch: Attentat auf Mars. Pabel (Utopia Grossband #85), 1958.
- The Cave of Spears (1957)
- Day of the Giants (1959)
- Tunnel Through Time (1960)
- The Eleventh Commandment (1962)
  - Deutsch: Das elfte Gebot. Moewig Science Fiction #3511, 1981, ISBN 3-8118-3511-4.
- Outpost of Jupiter (1963)
  - Deutsch: Epidemie auf Ganymed. Moewig (Terra #543), 1967.
- Badge of Infamy (1963)
  - Deutsch: Marsfieber. Goldmann Science Fiction #0182, 1974, ISBN 3-442-23182-5.
- The Runaway Robot (1965)
  - Deutsch: Der unschuldige Roboter.  Pabel (Utopia Zukunft #297), 1967.
- The Infinite Worlds of Maybe (1966)
  - Deutsch: Die Weltenspringer. Moewig (Terra Nova #8), 1968.
- Rocket from Infinity (1966)
- The Scheme of Things (1966)
- Siege Perilous (1966)
- Prisoners of Space (1968)
- The Man without a Planet (1969)
- Pstalemate (1971)
  - Deutsch: Psi-Patt. Goldmann Science Fiction #0168, 1973, ISBN 3-442-23168-X.
- The Sky Is Falling (1973)
- Weeping May Tarry (1978) (mit Raymond F. Jones)

Storysammlungen
- And Some Were Human (1948)
- Robots and Changelings (1958)
- Mortals and Monsters (1965)
- Gods and Golems (1973)
  - Deutsch: Götter und Golems. Goldmann Science Fiction #0196, 1975, ISBN 3-442-23196-5.
- Early Del Rey (1975)
- The Early Del Rey Volume 2 (1976)
- The Best of Lester Del Rey (1978)
  - Deutsch: Die besten Stories von Lester del Rey. Moewig (Playboy Science Fiction #6707), 1980, ISBN 3-8118-6707-5.